# جيريمي غريفيث
جيريمي غريفيث (بالإنجليزية: Jeremy Griffith) هو أحيائي أسترالي، ولد في 1945. اشتهر فيما بعد بكتاباته عن حالة الإنسان ونظرياته حول التقدم البشري. أسس حركة التحول العالمي للتقدم بأفكاره في عام 1983.

## النشأة
تلقى غريفيث تعليمه في مدرسة تودور هاوس في نيو ساوث ويلز ومدرسة غيلونج الثانوية في فيكتوريا.
اشتهر لأول مرة ببحثه عن النمور التسمانية - أو الثايلسين - التي على قيد الحياة، والتي مات آخر نوع معروف منها في الأسر في عام 1936. شمل البحث الذي أُجري من عام 1967 إلى عام 1973، مسوحات شاملة على طول الساحل الغربي لتسمانيا، وتركيب محطات كاميرات آلية، وإجراء تحقيقات فورية في المشاهدات المزعومة، وإنشاء فريق البعثات البحثية عن الثايلسين مع بوب براون في عام 1972، والذي انتهى دون العثور على أي دليل على استمرار وجود الحيوان.

## حركة التحول العالمي
أسس غريفيث حركة التحول العالمي في عام 1983، كمركز لمنظمة هيومانيتيز أدولثهود، وهي منظمة مكرسة لتطوير الحالة الإنسانية وتعزيز فهمها. أُسست في عام 1990 على يد غريفيث وزميله متسلق الجبال تيم ماكارتني سنيب وغيرهما من المديرين المؤسسين، وأصبحت مؤسسة خيرية مسجلة في نيو ساوث ويلز في عام 1990، والمعروفة باسم مؤسسة هيومانتيتيز أدولثهود. تغير الاسم في عام 2009 إلى حركة التحول العالمي.
كان غريفيث وماكارتني سنيب ومؤسسة هيومانيتيز أدولثهود (حركة التحول العالمي حاليًا) موضوعًا لبرنامج فور كورنرز لهيئة الإذاعة الأسترالية، ولمقال في صحيفة سيدني مورنينغ هيرالد، إذ زُعم أن ماكارتني سنيب ظهر في المدارس وخطب للترويج للمؤسسة،.
أصبحت المنشورات موضوع أعمال تشهير في محكمة نيو ساوث ويلز العليا. طُلب من هيئة الإذاعة الأسترالية في عام 2007، دفع ما يقارب 500000 دولار أمريكي كتعويض عن الأضرار، ومع التكاليف، كان من المتوقع أن يتجاوز التعويض مليون دولار. حُلّت الدعوى المرفوعة ضد صحيفة هيرالد عندما نشرت اعتذارًا للمؤسسة في عام 2009. على الرغم من عدم حصول غريفيث على تعويضات فيما يتعلق ببث فور كورنرز، إلا أن محكمة استئناف نيو ساوث ويلز وجدت في الاستئناف في عام 2010 أن ما قيل عنه غير صحيح.

## مؤلفات أخرى
وصف آلان جونز تحليل غريفيث البيولوجي لمخاطر أشجار الكينا في ضوء موسم حرائق الغابات الأسترالي 2019-20، والذي نُشر في ذا سبيكتاتور أستراليا تحت عنوان «علم حرائق الغابات»، بأنه «بحث رائع... لم يتناوله أحد من قبل» أثناء ظهور غريفيث في برنامج جونز الإذاعي 2 جي بي، وكذلك وصفه غراهام ريتشاردسون أنه «كُتب ببراعة، وأُلقي بشكل جيد» في برنامج ريتشو وجونز التليفزيوني على قناة سكاي نيوز أستراليا، والذي وصف فيه جونز غريفيث أنه «نجم». أثار تحليل غريفيث الاهتمام أيضًا في أستراليا والمملكة المتحدة.